# Preprensa
Preprensa, también conocida como preimpresión, es el término utilizado en las industrias editoriales y de impresión para los procesos que ocurren entre la creación de un diseño de impresión y la impresión final, con el objetivo de asegurar un resultado determinado. La preprensa incluye el ajuste de imágenes y textos o la creación de un archivo de alta calidad para impresión, así como la fabricación de una placa de impresión lista para montar en una prensa de impresión.
Actualmente, el formato de entrega del original del cliente es normalmente electrónico, sea un PDF o archivos nativos de programas tales como Adobe InDesign, Scribus o QuarkXPress.

## Procesos
Los elementos siguientes han sido considerados parte del proceso de preprensa en un momento u otro:
1. Composición tipográfica: Implica el ingreso de texto en papel o algún otro medio. Antes del advenimiento de la Autoedición, la composición de texto para material impreso era producido por operadores especializados trabajando a mano, y más tarde con máquinas.[1]
2. Edición de copy: Es el trabajo que un editor hace para mejorar el formato, estilo, y exactitud de un manuscrito.[2] Esta edición de contenido debe realizarse con anterioridad al trabajo de proofreading o revisión de texto, cuando se liberan documentos antes de su publicación final.
3. Marcado: Es una lengua artificial que a través de un conjunto de anotaciones a un texto proporciona instrucciones con respecto a la estructura o presentación de dicho texto. Los lenguajes de marcado han sido usados por siglos, y en los años recientes también han sido utilizados en composición tipográfica por computadora y programas de procesamiento de palabras.
4. Proofreading: Tradicionalmente involucra leer un texto para detectar y corregir errores. La revisión moderna a menudo también requiere la lectura en etapas tempranas.
5. Gestión del color: Caracterización, calibración y conversión entre equipos capaces de reproducción de color, incluyendo monitores, impresoras de escritorio y prensas de producción, para asegurar un resultado predecible y consistente entre corridas y diferentes proveedores.
6. Edición de imágenes: Retoque de elementos de tono continuo como fotografías, y selección de pantallas, tipo de punto y ángulos.
7. Separación de color: Especificar las placas de tintas o acabados en las que imágenes, elementos o textos se han de reproducir en la impresión final, así como el traslape entre ellas para disimular el fuera de registro (la imperfecta alineación de impresiones de cada estación durante la corrida).[3]
8. Proofing: Implica crear una reproducción fiel del arte o diseño antes de la corrida de producción, que sirve como predicción del resultado final para autorizar dicha corrida, y como contrato entre el impresor y su cliente que el producto final alcanzará el estándar acordado. Generalmente, tres tipos de prueba son impresas y revisadas: el archivo PDF enviado para prensa, la prueba del impresor y la prueba de Imposición. La prueba del PDF listo para imprimir se realiza como parte del preflight del impresor de los documentos enviados por el cliente. La prueba de contrato del impresor debe ser impresa en alta resolución y autorizada por el cliente, aunque también existe la opción del Soft-proofing. La prueba de imposición se produce para comprobar y ajustar la prensa de impresión.
9. Imposición: La combinación de un número de páginas en una sola forma.
10. Creación de un archivo listo para imprimir, por lo regular un PDF de calidad alta.
11. Fabricación de placas: La transferencia del arte a las placas de impresión se lleva a cabo cada vez más frecuentemente con el proceso Directo a placa (CTP), donde un dispositivo graba físicamente la imagen de un archivo enviado desde una computadora en una plancha de impresión. Las placas están hechos de materiales diferentes, según las necesidades del método de Impresión.
12. Planeación: Logística, condiciones de exhibición y uso, y selección del sustrato apropiado, deben ser consideraciones dentro del proceso de preprensa.

Comúnmente las tareas relacionadas con la creación y el refinamiento de contenido son llevados a cabo por separado de las tareas de preprensa, como parte del proceso de diseño gráfico. Algunas compañías combinan las funciones de desarrollo de marca, creación y adaptación de diseño gráfico y producción de preprensa en un servicio integral.
El conjunto de procedimientos utilizado en una organización de preprensa es conocido como flujo de trabajo. Estos flujos varían según el proceso de impresión (p. ej., letterpress, flexografía, offset, impresión digital, serigrafía), el producto final (libros, cajas, empaque de producto), y la utilización de tecnologías de preprensa específicas. Por ejemplo, no es extraño que se envíe un archivo digital a una filmadora para generar película que luego es ensamblada y exponer la placa en un marco de exposición; este flujo es híbrido porque la separación es llevado a cabo vía procesos digitales mientras la exposición de la placa es uno análogo. Además, –según el método de impresión y el producto de impresión– los procesos de preprensa pueden diferir de un caso de producción de impresión a otro, lo cual hace necesario una administración del flujo de acuerdo a estas variables. Es necesario dirigir la responsabilidad de cada parte del flujo hacia el resultado total, lo que puede significar que empleados responsables de ciertas partes de la producción (p. ej. Separaciones), tiene que considerar otras partes del proceso.

## Historia
Durante los 1980s y 1990s, las técnicas de preprensa asistida por ordenador empezaron a suplantar al cuarto oscura tradicional y las mesa de luz, y a principios de los años 2000 la palabra preprensa hacía referencia, por lo general, a la pre-prensa digital. Antes de la introducción generalizada de ordenadores al proceso, la industria utilizaba cámaras de formato grande para hacer copias basadas en emulsión (película) de texto e imágenes. Esta película era entonces ensamblada y utilizada para exponer una placa con una capa fotosensible. Este método está aún en uso; sin embargo, como la tecnología de preprensa digital se ha vuelto menos costosa, más eficiente y confiable, y como el conocimiento y la habilidad requeridos para utilizar el nuevo hardware y especialmente el software se han generalizado en la fuerza laboral, la automatización digital se ha introducido en casi cada parte del proceso. Algunos temas relacionados con la preprensa digital pero no a la analógica incluyen el preflighting (verificación de la presencia, calidad y formato de cada elemento en el archivo), administración de color, y el RIPpeo.
Los flujos de trabajo basados en PDF también se volvieron predominantes. Los proveedores de sistemas de preprensa, además de la industria de impresión offset, adoptaron un tipo de PDF conocido como PDF/X1-a. Este formato específico de la industria es una versión del grupo de estándares PDF/X (PDF for eXchange).
En años más recientes, se ha desarrollado software de preprensa que está diseñado para encontrar tantas eficiencias en el flujo de trabajo como sea posible. Se accede a estas herramientas en línea y permiten que diferentes trabajadores trabajen en un proyecto al mismo tiempo, a menudo desde diferentes ubicaciones. Sus funcionalidades automatizan los pasos comunes para reducir errores, reforzar los estándares de calidad y acelerar la producción. Los ejemplos incluyen re-paginación inmediata, atrape automático entre tintas, prototipos digitales para pruebas en pantalla, enlaces vivos con Adobe InDesign y preflight.

## Otras lecturas
- Johansson, Kaj; Lundberg, Peter & Ryberg, Robert. Una Guía a Producción de Impresión Gráfica. WILEY, 2007. ISBN 978-0-471-76138-9

- Datos: Q389675